# Milicent Patrick
Milicent Patrick (nacida Mildred Elizabeth Fulvia di Rossi, después de su último matrimonio Milicent Trent; 11 de noviembre de 1915 – 24 de febrero de 1998) fue una actriz, maquilladora, diseñadora de efectos especiales y animadora estadounidense. Nacida en El Paso, Texas, Patrick pasó sus primeros años en California, especialmente en San Simeon, ya que su padre, Camille Charles Rossi, era superintendente de construcción del Castillo Hearst. En 1939 Patrick empezó a trabajar para Walt Disney Studios y durante su tiempo allí se convirtió en una de las primeras animadoras del estudio. Patrick continuó su carrera en Universal Studios y es citada como la primera mujer en trabajar en un departamento de maquillaje y efectos especiales. Es más conocida como la creadora de la icónica criatura de la película Creature from the Black Lagoon, aunque en principio no se le atribuyó la creación.

## Primeros años
Mildred Elizabeth Fulvia di Rossi nació el 11 de noviembre de 1915 en El Paso, Texas, la segunda de tres hermanos. Su padre, Camille Charles Rossi, era superintendente de la construcción del Castillo Hearst, trabajando bajo Julia Morgan, la primera arquitecta autorizada en el estado de California. La familia se mudó de San Francisco a San Simeon, California cuando Patrick tenía seis años. Durante su niñez Patrick creció cercana a la esposa de William Randolph Hearst, Millicent Hearst, que sería el modelo para el cambio de nombre posterior de Patrick. En 1932 la relación de trabajo contenciosa de Julia Morgan y Camille Rossi causó que Morgan apelara a Hearst para que Rossi fuera retirado del proyecto, desarraigando a la familia Rossi de las tierras del Castillo Hearst. Entonces se trasladaron a Glendale, California y en 1933 Mildred empezó a asistir al Glendale Junior College, pero se fue en 1935 sin graduarse. Fue a estudiar en el Instituto de Arte Chouinard durante tres años, donde se centró en ilustración y dibujo, recibiendo tres becas basadas en su talento. 

## Carrera
Mildred Rossi empezó a trabajar en los Walt Disney Studios en 1939 en su departamento de pintura y tinta para mujeres. En 1940, fue trasladada al departamento de Animación y Efectos, donde se convirtió en una de las primeras animadoras en Disney. Su trabajo como animadora en color puede ser visto en cuatro secuencias de la película Fantasía. También creó y animó a Chernabog, presentado en la última secuencia de la película, "Una noche en el Monte Pelado". Durante su tiempo en Disney, también trabajó en la película Dumbo antes de dejar el estudio en 1941.
Después de dejar Disney, empezó a trabajar como modelo en ferias de comercio y como modelo promocional. En 1947, mientras esperaba fuera de un hotel, conoció al agente William Hawks, que empezó a representarla obteniendo pequeños papeles en producciones de estudio.
Milicent Patrick empezó a trabajar detrás de escena cuando conoció a Bud Westmore, jefe del departamento de maquillaje de Universal Studios, a quien le enseñó algunos bocetos. Se convirtió en la primera mujer en trabajar en un departamento de maquillaje y efectos especiales y se le atribuye contribuir a las caras de los piratas en Against All Flags, el maquillaje de Jack Palance en Sign of the Pagan, parte del diseño de  If Came From Outer Space, el señor Hyde en Abbott and Costello Meets Dr. Jekyll and Mr. Hyde, el mutante Metaluna en This Island Earth, y creadora de máscaras en The Mole People.
En 1953, Patrick diseñó la criatura para la película La Criatura de la Laguna Negra. Durante la promoción de la película Patrick fue enviada en una gira de ruedas de prensa, bautizada "La Bella que creó a la Bestia", para hablar sobre la creación de la criatura. Esto fue rápidamente cambiado por Westmore a "La Bella que vive con la Bestia", para evitar citar a Patrick como creadora de la criatura. Cuando regresó a Los Ángeles de la gira de prensa Patrick fue informada de que ya no trabajaba para Universal, habiendo sido despedida debido a los celos profesionales de Westmore hacia Patrick al ser asociada con la creación de la famosa criatura.
Después de dejar Universal, Patrick nunca volvió a trabajar detrás de escena y regresó a los pequeños papeles. La creación de la criatura del Lago Negro fue atribuida a Westmore, hasta que una investigación de Mallory O'Meara en su libro publicado en 2019 The Lady From the Black Lagoon, reveló que Patrick fue la diseñadora. Aunque Forrest J Ackerman en la década de 1970 ya publicó un artículo de ocho páginas que documenta esto y su trabajo en otras películas de monstruos en su revista Famous Monster's Magazine en un esfuerzo por darle el crédito que merecía. Esto también fue explorado en un artículo de 2011 en Tor.com de Vincent Di Fate.

## Vida personal
Mildred Rossi conoció a su primer marido, Paul Fitzpatrick, mientras trabajaba en los estudios Walt Disney. Fitzpatrick estaba casado, y empezaron un aventura que fue descubierta por la mujer de Fitzpatrick, que después se suicidó cuando Fitzpatrick rechazó dejar de ver a Rossi. Se casaron en 1945, lo que resultó en el alejamiento de Mildred de su familia que se oponía al enlace, y el cambio de nombre a Mildred Fitzpatrick. Cuando se divorciaron, lo acortó a Mildred Patrick.
En 1948, Patrick cambió su nombre otra vez al más conocido, Milicent Patrick. Tuvo una relación con el actor de voz Frank L. Graham en 1950. Varias semanas después de que ella le dejara, Graham se suicidó en su casa.
Se casó en segundas nupcias con Syd Beaumont, pero pronto murió de cáncer en 1954.
En 1955, Patrick conoció a Lee Trent, el actor de voz durante los primeros tres años del programa de radio Lone Ranger. Después de una relación turbulenta con varios compromisos cancelados, Patrick se casó con Trent en una capilla de Las Vegas en diciembre de 1963. Tras divorciarse en 1969, aun continuaron una relación intermitente varios años más.
Patrick desarrolló Parkinson en 1988 y cáncer de mama más tarde. Murió el 24 de febrero de 1998 en un centro de cuidados hospitalarios en Roseville, California.

## Filmografía

### Películas
- El mundo en sus manos - Lena (sin acreditar)[7]
- The Women of Pitcairn Isle - mujer de la isla
- He laughed last - secretaria de Eagle (sin acreditar)
- Lust for Life - Julie (sin acreditar)
- Man Without a Star - Boxcar Alice (sin acreditar)
- Abbott and Costello Meet Captain Kidd - tabernera (sin acreditar)
- We're Not Married! - secretaria del gobernador (sin acreditar)
- Scarlet Angel - Dolly (sin acreditar)
- Mara Maru - extra (sin acreditar)
- Caravana de mujeres - dama con clase (sin acreditar)
- Thunder in the Pines - La señora de negro (sin acreditar)
- Bride of Vengance - (sin acreditar)
- Varieties on Parade - chica de la taquilla (sin acreditar)
- A Song Is Born - mujer en el Dorsey Club (sin acreditar)
- Texas, Brooklyn and Heaven - ninfa del agua (sin acreditar)

### Televisión
- Lawman S2E26, "The Surface of Truth" - Mary Beyer
- Westinghouse Desilu Playhouse - señora Alvarez
- The Restless Gun, "Hornitas Town" - Rosita
- It's a Great Life, " Call Michigan 4099" y "Three Hungry Men" - camarera y chica de saloon
- Ramar of the Jungle, "Tribal Feud", "White Savages" y "Evil Trek" - La diosa blanca
- The Roy Rogers Show, "Ride of the Ranchers" - Elena[8]